# Севастопольский трамвай
Севастопольский трамвай — трамвайная система, действовавшая в городе Севастополе с 1898 по 1941 год. Трамвайное хозяйство было полностью разрушено в годы Великой Отечественной войны и после войны не восстанавливалось.

## История
В середине 1890-х годов Севастопольская городская дума рассматривала несколько поступивших предложений о строительстве в городе электрического трамвая. Конки в городе не было, всё нужно было делать с нуля. Гласные городской думы отдали предпочтение фирме петербургского предпринимателя Рафаэля Карловича фон Гартмана, который владел пароходным сообщением в Петербурге и Нижнем Новгороде, а также достраивал в это время трамвай в Нижнем Новгороде. В августе 1896 года Севастопольской городской Управой был заключён договор о концессии на сооружении электрической железной дороги (трамвая) и освещения с Р. К. фон Гартманом. Ему также предоставлялось право на организацию парового катерного сообщения по севастопольским бухтам. Согласно договору Р. К. фон Гартман обязался построить за свой счёт электрический трамвай для перевозки пассажиров и грузов на срок в 40 лет. Для этого нужно было внести залог в городскую кассу для подтверждения возможности выполнения договора; через 40 лет по окончании срока концессии предприятие должно было отойти городу безвозмездно; через 18 лет после постройки трамвайной сети город имел право выкупить данное предприятие. Предприниматель по договору должен был платить ежегодно в казну города 3% с выручки за перевозки.
Фон Гартман, однако, ещё до начала работ продал концессию иностранцам — «Компании тяги и электричества Бельгийского Анонимного общества» (Compagnie de Graction et d Electricite. Societe Anonyme), имевшей отделение в Петербурге. Управление Севастопольской электрической дороги и электрического освещения начало работу под руководством статского советника М. Б. Тургель, а главным инженером-строителем трамвая назначили П. М. Татарчевского. Город выделил для сооружения центральной станции трамвая землю в райне Лабораторной балки, у подножья Бомборской высоты. Здесь построили электростанцию, топливный склад и вагонный парк. 31 августа 1897 года  состоялась официальная церемония закладки центральной станции трамвая. Здание вагонного парка построили осенью 1897 года, а электростанцию — в августе 1898 года. Оба эти здания сохранились до наших дней. В октябре 1897 года началась укладка рельсов на Б. Морской улице, в январе 1898 года строители начали ставить на улицах металлические трамвайные столбы, а в апреле начали монтаж контактной сети. Трамвайные вагоны летнего типа заказали в Германии.
Первая трамвайная линия была открыта 12 сентября 1898 года по Екатерининской улице (ныне ул. Ленина) и Нахимовскому проспекту, но строительные работы ещё продолжались. Регулярное движение началось 19 декабря 1899 года.

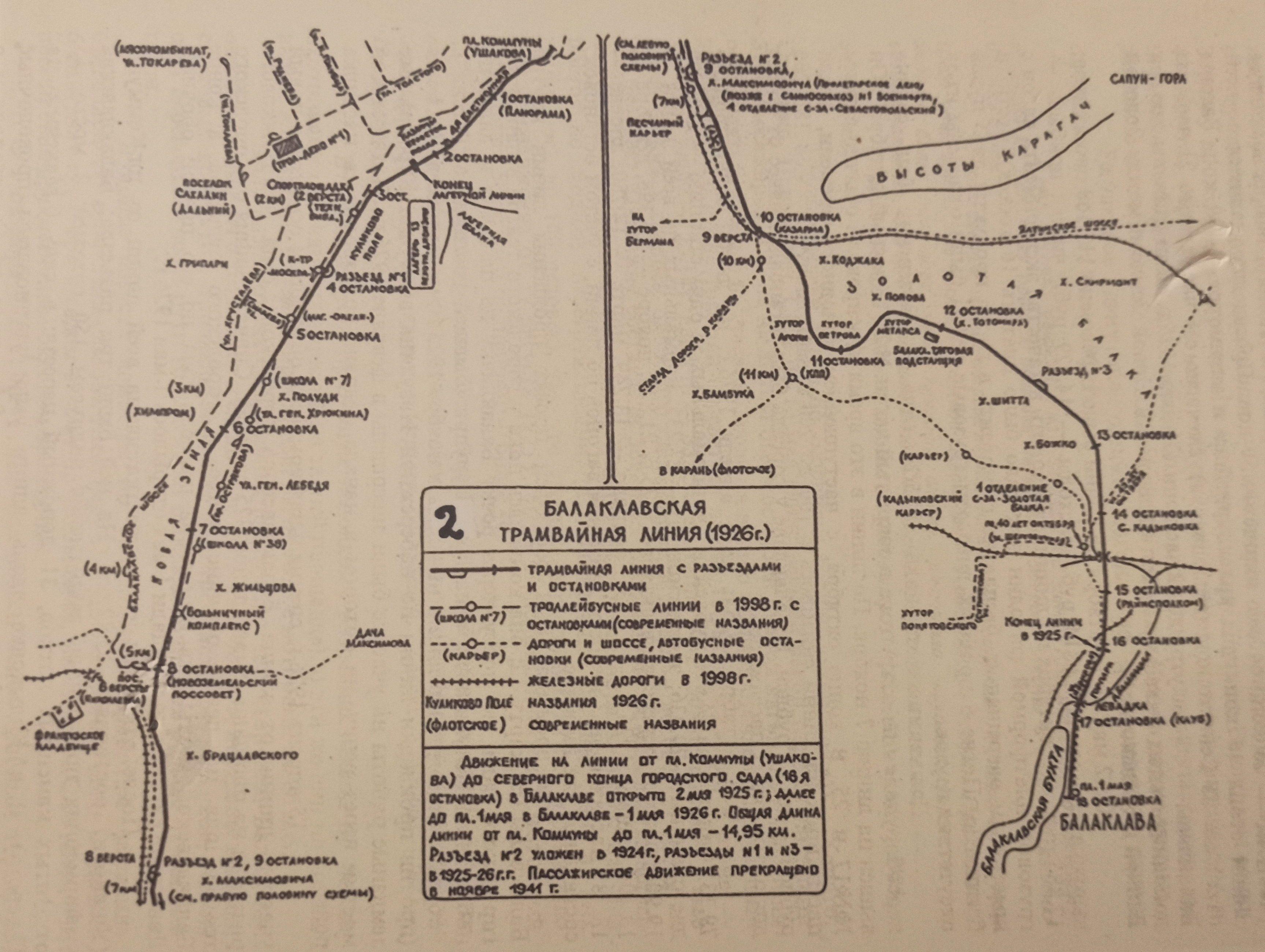
Схема Балаклавской трамвайной линии в 1926 году

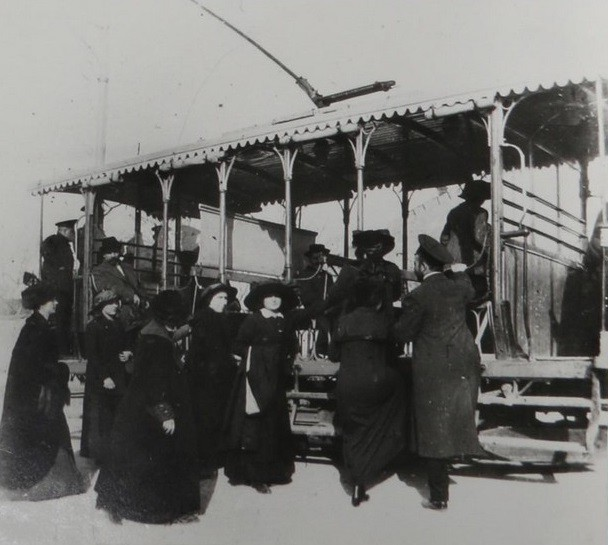
Севастополь. Трамвай и пассажиры. Около 1910 года.

Немецкие вагоны были открытого типа, сиденья были установлены поперек вагона. Передняя и задние трамвайные площадки были открытые. Вагоны имели сигнальные звонки и фонари, а также шторы для защиты пассажиров от солнца и дождя. Изначально трамвайный путь был одноколейный, а на перекрёстках и площадях были сделаны разъезды.
Трамваи двигались со скоростью 10–12 км/ч, а на подъёмах — 4–10 км/ч. Вскоре были обозначены на линиях фиксированные остановки трамвая, а до этого трамвай останавливался в любом месте по требованию. В ноябре 1898 года началось движение по Слободской (Артиллерийской) линии трамвая от Корниловской площади (ныне площадь перед Дворцом детства и юности) до Большой Морской улицы. В 1899 году были закончены и другие ветки трамвая по изначальному договору. Владелец концессии «Бельгийское анонимное общество трамваев» в 1909–1912 годах провело большие работы по продлению старых и строительству новых трамвайных линий.
В 1911 году был построен новый вагонный парк на Колодезной площади (ныне конец ул. Портовой). В 1913 году построили новое здание управления трамвая на Лабораторной площади (ныне пл. Ревякина, д.1). В 1914 году в Севастополе действовали 5 трамвайных линий: Круговая, Артиллерийская, Лагерная, Вокзальная, Корабельная; всего за этот год было перевезено около 6 млн. пассажиров при 215 рабочих трамвая. К 1917 году городской трамвай состоял из: Корабельный трамвайный парк с ремонтными мастерскими, Городской трамвайный парк (на Колодезной площади), 24 моторных вагона, 12 открытых прицепных вагонов, пути одноколейные (Вокзальная линия — 1680 м, Круговая — 3720 м, Артиллерийская — 2405 м, Лагерная — 1250 м, Корабельная — 2505 м).
15 ноября 1924 года по инициативе городского архитектора Свеастополя М.А. Врангеля была открыта первая междугородняя трамвайная линия Севастополь — Балаклава.
Работа трамваев продолжалась вплоть до Великой Отечественной войны, когда трамвайная инфраструктура была полностью разрушена. После войны для пуска трамваев потребовалось бы воссоздание системы с нуля. Вместо этого было принято решение работу трамваев не восстанавливать, а организовать в городе троллейбусное движение.

## Маршруты
| Вокзальная линия                  | Открыта 12 сентября (ст. ст.) 1898 года. Протяженность (на 1917 год) — 1,68 километра. |
| Слободская (Артиллерийская) линия | Открыта в ноябре 1898 года. Протяженность (на 1917 год) — 2,405 километра. Путь следования (на 1917 год): Екатерининская площадь (ныне площадь Нахимова) — Нахимовский проспект — Корниловская площадь (ныне площадь перед Дворцом детства и юности) — набережная Артиллерийской бухты — базар (ныне площадь 300-летия Российского Флота) — Артиллерийская слободка — Херсонесская улица (ныне улица Адмирала Октябрьского) — Большая Морская улица. |
| Круговая линия                    | Открыта в ноябре 1898 года. Протяженность (на 1917 год) — 3,72 километра. |
| Лагерная линия                    | Открыта в июне 1910 года. Протяженность (на 1917 год) — 1,25 километра. |
| Корабельная линия                 | Открыта в сентябре 1912 года. Протяженность (на 1917 год) — 2,505 километра. Путь следования (на 1917 год): железнодорожный вокзал — Корабельный спуск — Малахов проспект (ныне улица Героев Севастополя) — Черниговская улица (ныне улица Розы Люксембург) — спуск к Аполлоновой балке. |
| Балаклавская линия                | Открыта в 1924 году. Протяженность (на 1926 год) — 15,22 километра. (Междугородняя линия) |

## Стоимость проезда
В 1914 году стоимость проезда без пересадок по Артиллерийской линии составляла 4 копейки, на остальных линиях — 5 копеек. С 6 до 8 часов утра проезд для всех пассажиров по всем линиям без пересадки был 4 копейки. Нижние воинские чины и учащиеся всех учебных заведений платили за проезд по всем линиям 3 копейки.